# Legge di Metcalfe

Se due telefoni possono effettuare soltanto una connessione tra loro, cinque telefoni possono effettuarne in totale venti diverse, mentre dodici telefoni ne possono effettuare ben 132.

La legge di Metcalfe afferma che "L'utilità e il valore di una rete sono proporzionali al quadrato del numero degli utenti". Ossia, indicando con n il numero degli utenti, il numero massimo di connessioni possibili è:
n(n−1) = n²−n
che è asintotico a n² per valori grandi di n. 
Tale legge, che prende il nome da Robert Metcalfe, inventore delle reti Ethernet, spiega molti degli effetti delle economie di rete di tecnologie della comunicazione quali Internet e il World Wide Web.
Per mostrare la legge ad esempio usiamo una rete di macchine fax:
- Una macchina fax presa singolarmente è inutile dato che non la si può usare per comunicare; il suo valore è uguale a 1-1 = 0.
- Con 3 macchine fax il valore della rete diventa 9-3 = 6
- Con 5 macchine collegate il valore della rete diventa 25-5 = 20.
- Con 12 macchine collegate il valore della rete diventa 144-12 = 132.
- Con 1000 macchine collegate il valore diventa 1000000-1000 = 999000

## Futuro della legge di Metcalfe
Oggi si sta rivalutando la legge di Metcalfe. In un articolo pubblicato nel marzo 2005, due ricercatori dell'università del Minnesota, Andrew Odlyzko e Benjamin Tilly, sostengono che la legge di Metcalfe è eccessivamente ottimista. Secondo i ricercatori il difetto principale della legge di Metcalfe è che essa considera tutti i componenti di una rete di uguale importanza, quando in effetti non lo sono. Prendiamo, per esempio, un computer generico connesso alla rete ed una macchina server che fornisce milioni di utenti. In questo caso è ovvio che il valore del server sarà molto più alto di quello del generico computer. I ricercatori propongono una nuova legge che regola la crescita del valore di una rete in modo logaritmico, che tiene conto di questo fattore importante. Il valore della rete e la sua crescita avviene dunque in modo meno ottimistica.